# Дворец Паца — Радзивиллов
Дворец Па́ца — Радзиви́ллов (пол. Pałac Paca-Radziwiłłów) — бывшая аристократическая резиденция в Варшаве на улице Мёдовой № 15.

## История
Дворец был построен в конце XVII века для князя Доминика Николая Радзивилла на основе проекта Тильмана ван Гамерена. До начала XIX века был во владении рода Радзивилл, кроме 1744—1759 годов, когда принадлежал епископу Анджею Залускому и его брату Юзефу, а также 1762—1775 годов, когда принадлежал Михалу Фридерику Чарторыйскому.
В 1757 году к зданию было пристроено новое крыло на улице Мёдовой по проекту Якуба Фонтаны.
Во дворце часто гостил король Станислав Понятовский. 3 ноября 1771 года, когда он возвращался домой, на углу улицы на него было совершено покушение барскими конфедератами.
Во время восстания Костюшко дворец был сильно повреждён. В период прусской оккупации (1807—1809) в здании размещался театр, затем воинские казармы и лазарет.
В 1825 году дворец купил генерал Людвик М. Пац, начавший его перестройку в классическом стиле на основании проекта Генрика Маркони. В средней части архитектор разместил шестиколонный портик, достроил боковые крылья и павильоны со стороны улицы Мёдовой вместо бывших пристроек и соединил их полукруглой трёхаркадной оградой. Фриз над аркадами — изображение Тита Фламинина, объявляющего свободу греческим городам — был дополнен барельефами работы Людвика Кауфмана. Во внутренней части дворца были созданы Готическая и Мавританская залы.
Генерал М. Пац принимал участие в ноябрьском восстании 1830 года, из-за чего в 1835 году его имущество было конфисковано. Впоследствии интерьер был переделан по проекту Стефана Балинского. В 1848—1875 годах во дворце располагалась резиденция губернаторского совета, в 1875—1939 годах — окружной суд.
Дворец, повреждённый во время Второй мировой войны, был восстановлен в 1947—1951 годах под руководством профессоров Чеслава Конопки и Генрика Бялобжеского; при этом фасад со стороны двора был восстановлен в соответствии с проектом Маркони, а фасад со стороны сада — по частично модифицированному, но оригинальному проекту ван Гамерена.
С 1947 года во дворце размещается Министерство здравоохранения Польши.